# ナオミ・ソアゾ
ナオミ・アレハンドラ・ソアゾ・ボッカルド（Naomi Alejandra Soazo Boccardo、1980年12月19日 - ）は、ベネズエラの視覚障害を持っている柔道家。
2008年には北京パラリンピックに出場、1回戦で中国の周倩、2回戦でスウェーデンのエルヴィラ・キヴィを破り、決勝でもスペインのマルタ・アルセに勝利してこのパラリンピックでのベネズエラ唯一となる金メダルを獲得した。